# André Bautier
André Bautier (* 1907; † nach 1928) war ein belgischer Eishockeyspieler. 

## Karriere
André Bautier nahm für die belgische Nationalmannschaft an den Olympischen Winterspielen 1928 in St. Moritz teil. Mit seinem Team belegte er den achten von elf Rängen. Er selbst kam im Turnierverlauf zu drei Einsätzen. Auf Vereinsebene spielte er für CPA Antwerpen.